# Euproctis putris
Euproctis putris är en fjärilsart som beskrevs av Erich Martin Hering 1926. Euproctis putris ingår i släktet Euproctis och familjen tofsspinnare. Inga underarter finns listade i Catalogue of Life.